# Хасін Абрам Матвійович
Абрам Матвійович Хасін (17 січня 1899 — 12 квітня 1967) — радянський воєначальник, генерал-майор танкових військ (21.07.1942).

## Життєпис
Народився 17 січня 1899 року в селищі Ново-Слов'янськ (нині — місто Слов'янськ Донецької області). Єврей.
З грудня 1917 року — в Червоній гвардії, з січня 1919 року — в Червоній армії. Учасник Громадянської війни в Росії: командував взводом, був начальником партизанського загону. У 1919 році закінчив Харківські курси комскладу артилерії, у 1920 році — Московські артилерійські курси комскладу. З березня 1920 року — інструктор артилерії Управління формування 13-ї армії, з серпня того ж року — завідувач команди навідників окремої запасної батареї тієї ж армії. З 1921 по 1930 роки — на командних посадах у артилерійських частинах РСЧА. Член ВКП(б) з 1926 року.
У 1936 році закінчив Військову академію механізації і моторизації РСЧА. З січня 1937 року — командир окремого танкового батальйону 90-ї стрілецької дивізії. З травня 1938 року — помічник командира зі стройової частини і тво командира 9-ї механізованої бригади. З січня 1940 року — командир 11-го запасного танкового полку, з липня того ж року — командир 25-го танкового полку 163-ї моторизованої дивізії.
Учасник німецько-радянської війни з червня 1941 року. 1 вересня 1941 року призначений командиром 1-ї танкової бригади, переформованої згодом у 6-ту гвардійську танкову бригаду. З червня по серпень 1942 року командував 23-м танковим корпусом. З вересня 1942 року — командир 2-го танкового корпусу.
У січні 1943 року призначений начальником Тамбовського військового танкового табору, проте вже 18 січня того ж року призначений начальником Управління формування і бойової підготовки БТіМВ РСЧА. З серпня 1943 по січень 1944 року — командир 8-го механізованого корпусу. З березня 1944 року — заступник командувача БТіМВ Ленінградського, згодом — 2-го Прибалтійського фронту.
Після закінчення війни перебував у розпорядженні командувача БТіМВ РСЧА, згодом, с червня по листопад 1946 року, командував 19-ю механізованою дивізією.
У листопаді 1946 року генерал-майор танкових військ А. М. Хасін вийшов у відставку. Мешкав у Ленінграді, де й помер 12 квітня 1967 року.

## Нагороди
Нагороджений орденом Леніна, трьома орденами Червоного Прапора (27.12.1941, 02.01.1942, …), двома орденами Вітчизняної війни 1-го ступеня (…, 05.10.1944) і медалями.